# 荒川ダム

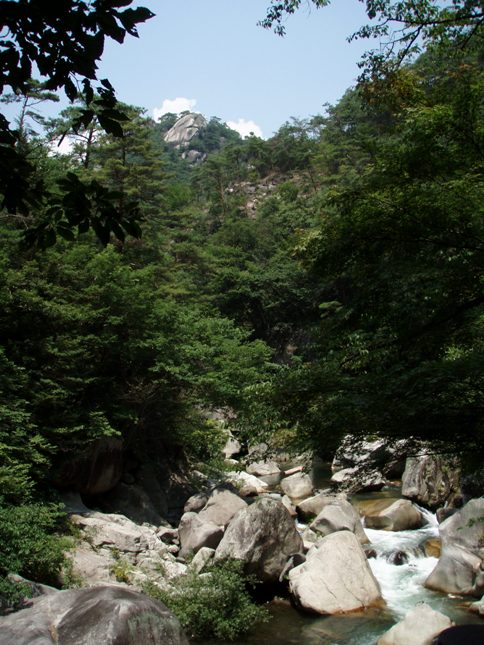
昇仙峡

荒川ダム（あらかわダム）は、山梨県甲府市、富士川水系荒川に建設されたダム。高さ88メートルのロックフィルダムで、洪水調節・不特定利水・上水道の確保を目的とした山梨県営の多目的ダムである。ダム湖（人造湖）の名は能泉湖（のうせんこ）という。

## 歴史
山梨県を流れる荒川は、関東山地・国師岳に端を発し、甲府市街を流下し笛吹川へと合流する富士川水系の河川である。上流部は河川こう配が急で、昇仙峡（御岳昇仙峡）と呼ばれる絶景の渓谷を形成。古くから観光地として多くの人々に親しまれている。
その一方で、大雨によってひとたび増水すると、沿岸部に水害をもたらした。特に1959年（昭和34年）には伊勢湾台風が襲来し、山梨県内だけでも90億円相当という大きな被害を受けた。荒川の河川改修を進める山梨県であったが、河道が市街地を縦断しており用地確保が難しいとされ、上流部へのダム建設案が推進された。同時に、都市の発展とともに増加する上水道用水への需要をまかなうべく、貯水を上水道用水として確保する役割を持たせた。
山梨県は1969年（昭和44年）4月より県費を投じて予備調査に着手。1973年（昭和48年）には国庫補助実施計画調査を開始し、事業は1975年（昭和50年）に採択された。堤体の盛り立て工事は1984年（昭和59年）に完了し、1986年（昭和61年）3月に完成した。総事業費は356億円。

## 周辺
甲府市中心市街地から荒川に沿って敷かれた山梨県道7号甲府昇仙峡線（昇仙峡ライン）を上流に向かって進むと、荒川が形成する渓谷・御岳昇仙峡に入る。ここは景観に優れ古くは江戸時代より観光地として栄えたといわれている。豊かな自然は現在も維持されており、特に紅葉の時期を迎えると多くの人々がつめかけるという。
荒川ダムはそのさらに上流に位置している。昇仙峡をかいくぐるようにして敷かれた道路は景観に優れるものの道幅がせまい。山あいにはこれを迂回するようにして2車線道路が敷かれている。道の途中にある荒川ダムへの道を示す看板に従って進み、山梨県道112号川窪猪狩線をしばらく進むと眼前に荒川ダムが見えてくる。ダム湖の名は能泉湖といい、周囲には道路が敷かれ駐車場や公園がいくつか設けられている。
ダムの放流設備は管理事務所のある左岸側に設けられ、出水時には時期に応じてラジアルゲート1門あるいはスライドゲート2門によって放流量を調節する。これらとは別に利水放流用としてバルブが設けられており、その途中に水車発電機を配置し放流水を利用して水力発電をしている。発生した最大490キロワットの電力はダムの機能の維持などに用いられる。
ダム周辺に広がる森林は御岳昇仙峡水源の森と名付けられ、林野庁が認定する水源の森百選に選定された。面積にして64.38平方キロメートル、これより流れ出でる清らかな水は昇仙峡の自然美を引き立てるとともに、多くの人々の生活を支えている。

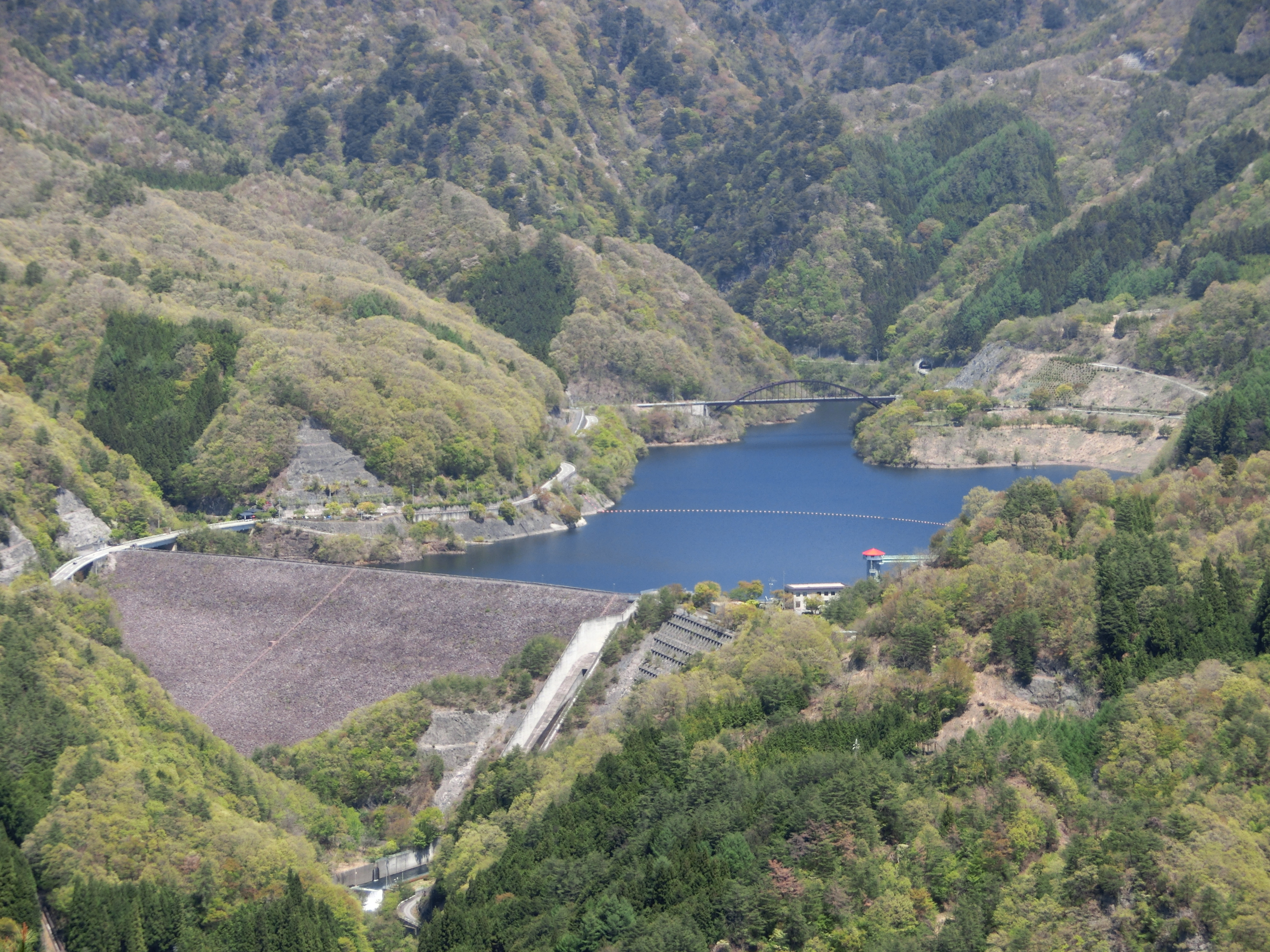
昇仙峡ロープウェイより望む
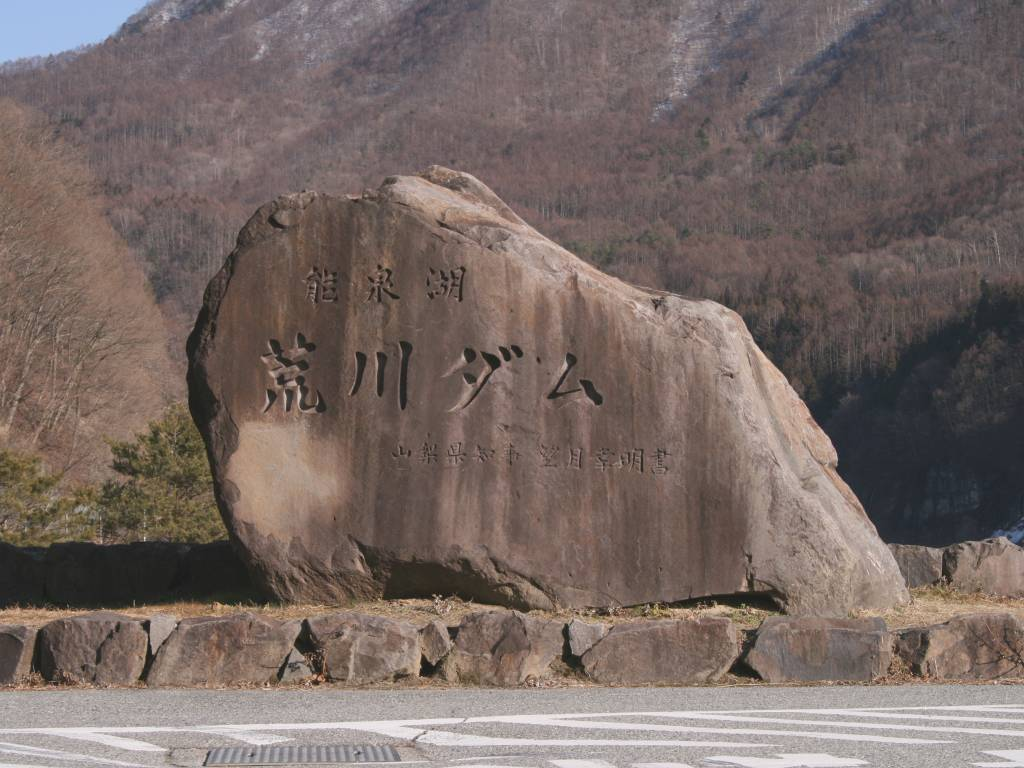
荒川ダムの碑
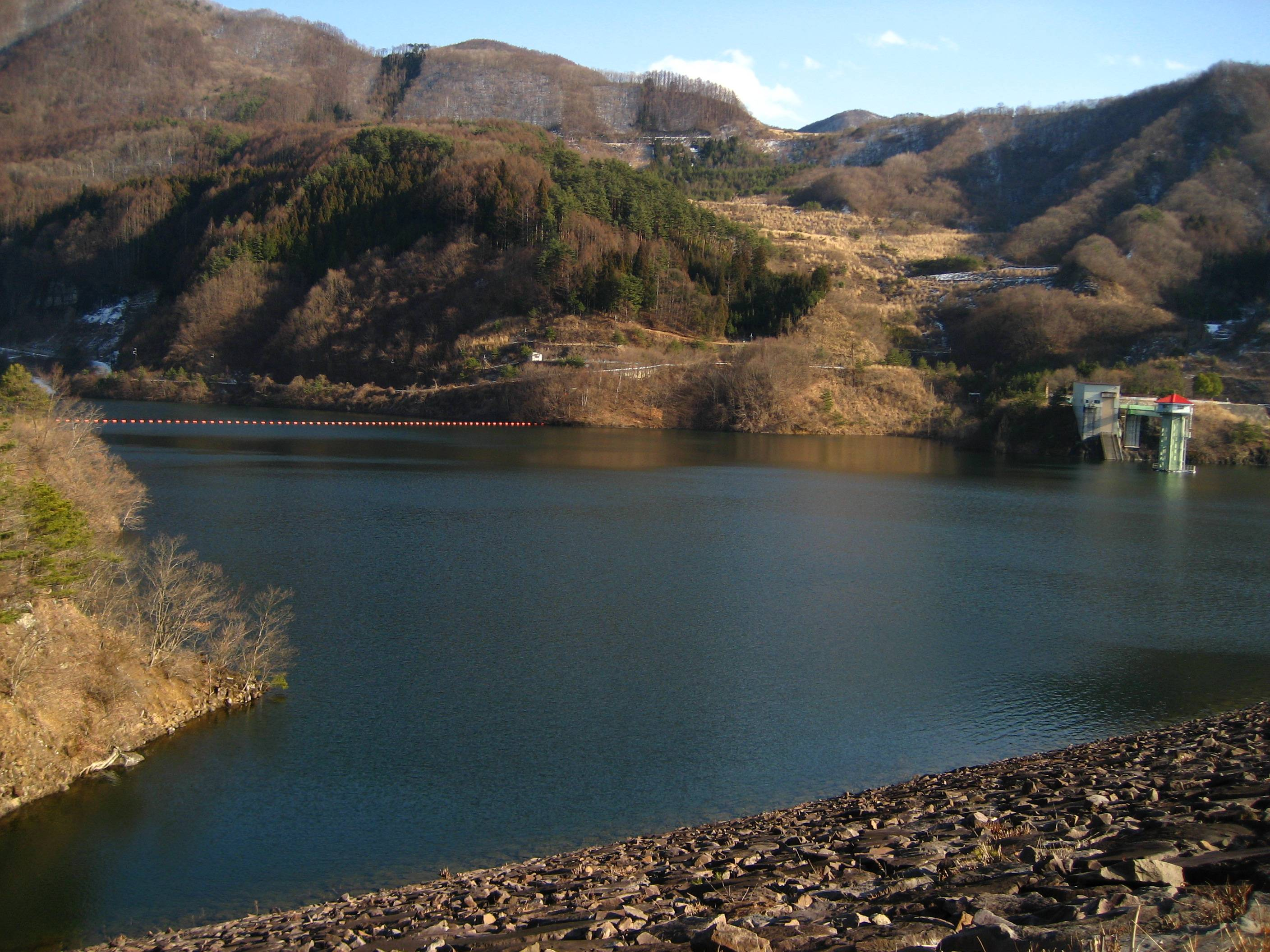
能泉湖